# 19. ročník předávání cen Amerického filmového institutu
19. ročník předávání cen Amerického filmového institutu ocenil nejlepších deset filmů a deset filmových programů.

## Nejlepší filmy
- Black Panther
- BlacKkKlansman
- Osmá třída
- Favoritka
- Zoufalství a naděje
- Zelená kniha
- Kdyby ulice Beale mohla mluvit
- Mary Poppins se vrací
- Tiché místo
- Zrodila se hvězda

## Nejlepší televizní programy
- Takoví normální Američané
- The Assassination of Gianni Versace: American Crime Story
- Atlanta
- Barry
- Volejte Saulovi
- The Kominsky Method
- The Marvelous Mrs. Maisel
- Pose
- Boj o moc
- Tohle jsme my

## Speciální ocenění
- Roma